# De Piepshow
De Piepshow was sinds 28 juni 2021 een radioprogramma op de Nederlandse radiozender Radio Veronica van Mediahuis. Het programma werd van maandag tot en met vrijdag tussen 12:00 en 14:00 gepresenteerd door Martijn Muijs. Martijn stopte hier in juni 2024 mee; Hij ging tijdelijk de ochtendshow presenteren voordat Gerard Ekdom naar de zender kwam. In juni 2024 verhuisde hij naar de avond, tot maart 2025 was Martijn te horen op Radio Veronica